# 亮叶桦
亮叶桦（学名：Betula luminifera）是桦木科桦木属的植物，为中国的特有植物。分布于中国大陆的广西、云南、贵州、四川、浙江、江西、湖北、甘肃、广东、陕西等地，生长于海拔500米至2,500米的地区，一般生于阳坡杂木林内，目前尚未由人工引种栽培。

## 别名
光皮桦（中国树木分类学）

## 异名
- Betula luminifera H. Winkl. var. baeumkeri (Wimkl.) P. C. Kuo